# Cuatro mujeres
Cuatro mujeres (a veces citada como 4 mujeres) es una película española de drama estrenada en 1947 dirigida por el debutante Antonio del Amo y protagonizada en los papeles principales por Fosco Giachetti y María Denis.
Por su labor en el film, en la tercera edición de las Medallas del Círculo de Escritores Cinematográficos, Manuel Berenguer recibió el galardón a la mejor fotografía y Jesús García Leoz a la mejor música.

## Sinopsis
Cuatro hombres juegan al póquer en "El Ancla", un café del puerto de Tánger. La entrada al local de una misteriosa mujer les traerá recuerdos de historias de amor pasadas: Blanca, Elena, Lola y Marta.

## Reparto
- Fosco Giachetti - Alberto Reyes, pintor, enamorado de Marta
- María Denis - Blanca/Elena/Lola/Marta
- Carlos Muñoz - Enamorado de Lola
- Tomás Blanco - Soldado enamorado de Blanca
- Luis Prendes - Enamorado de Elena
- Manuel de Juan - Amigo del pintor
- Matilde Artero - Casera del pintor
- Emilio Ruiz de Córdoba - Primer doctor
- Arturo Marín - Mendigo
- Alfredo Herrero - Médico
- Margarete Genske - Laura
- Amparo Guerrero - Madre superiora
- José Jaspe - Dueño del café
- Manuel Bengoa - Soldado
- Manuel Guitián - Cliente insatisfecho

## Premios
3.ª edición de las Medallas del Círculo de Escritores Cinematográficos
| Categoría        | Persona           | Resultado |
| ---------------- | ----------------- | --------- |
| Mejor fotografía | Manuel Berenguer  | Ganador   |
| Mejor música     | Jesús García Leoz | Ganador   |